# جوجوان
جوجوان (بالإنجليزية: Jujevan) هي municipality of Armenia تقع في أرمينيا في محافظة تاووش. يقدر عدد سكانها بـ 581 نسمة .